# Hovmantorp
Hovmantorp is een plaats in de gemeente Lessebo in het landschap Småland en de provincie Kronobergs län in Zweden. De plaats heeft 3001 inwoners (2005) en een oppervlakte van 253 hectare.

## Verkeer en vervoer
Bij de plaats loopt de Riksväg 25.
De plaats heeft een station op de spoorlijn Göteborg - Kalmar / Karlskrona.

## Geboren in Hovmantorp
- Charlotte Perrelli, zangeres (winnares Eurovisiesongfestival 1999)
- Truls Möregårdh, tafeltennisser (2002)